# Jan Ptáček di Pirkštejn
Jan Ptáček di Pirkštejn (1388 – 1419) è stato un nobile e politico boemo, signore di Rataje nad Sázavou e di Polná dal 1412, quando suo zio Hanuš di Lipá gli lasciò i domini, fino al 1419, data della sua morte.

## Biografia
Figlio di Jan Ješek Ptáček di Pirkštejn, nacque probabilmente intorno al 1388, dato che le fonti dichiarano che divenne maggiorenne nel 1406 (la cosa va a conflitto però con la nascita di suo figlio Hynek nel 1404). Nacque quando suo padre aveva circa cinquant'anni e poco dopo si ritirò a Polná insieme alla moglie. I possedimenti legittimi di Jan però non potevano essere governati da lui, poiché troppo piccolo. Pertanto fu il parente Jindřich III di Lípa a gestire i feudi di famiglia, e alla morte di questo prese il suo posto il figlio Hanuš, questi però li tenne fino al 1412 e glieli lasciò solo su sollecitazione della corte provinciale. Nel frattempo Jan era riuscito a ricoprire qualche carica politica.
Dopo l'arresto del maestro Jan Hus, si fece firmatario di una petizione in sua difesa, ma allo scoppiare delle guerre ussite si trovò schierato al fianco della lega dei signori in alcune battaglie minori. Per esempio, la battaglia contro gli ussiti a Živohošť, nel 1419, probabilmente su incitamento dei suoi vicini Lacek di Kravař e Helfštejn e Petr Konopišťský di Šternberk. Non vi sono testimonianze di un suo successivo coinvolgimento nella guerra. Suo figlio Hynek Ptáček ricoprì alte cariche nel regno di Boemia, come quella di precettore e mastro della zecca.

## Nella cultura di massa
- Jan Ptáček è uno dei principali personaggi del videogioco Kingdom Come: Deliverance, dove appare nel 1403 quando lo zio Hanuš di Lipá gestisce le sue proprietà in attesa che diventi maggiorenne, con il nome di Hans Capon.[5]